# Ricardo Alba
Ricardo Alba (Ciudad de México, 4 de julio de 2002) es un futbolista mexicano, juega como delantero y su equipo actual son los Correcaminos UAT de la Liga de Expansión MX.

## Trayectoria
Formación en Atlético Aragón
Inicio su carrera en el Aragón FC donde tuvo una gran actuación, en su primera temporada anotó 11 goles, ya en la segunda aumenta su cuota y anota 20, en la tercera se convierte en campeón de goleo de la Liga TDP al anotar 41 goles, y eso le ayudó a que su equipo fuera primer lugar general de la división, en liguilla en la semifinal de la Zona A fallaría el penal en la tanda definitiva y no pudo lograr que Aragón FC ascendiera a la Liga Premier siendo Fuertes de Fortín F.C. el que ganó el pase.

### Atlético de San Luis
Sus grandes actuaciones le valieron fichar con el Atlético de San Luis, debutó en Primera División el 2 de agosto de 2021 al entrar de cambio al minuto 74 por Ricardo Chávez. Consiguió el campeonato de goleo del Torneo Clausura 2022/Sub-20, tras hacer 11 anotaciones. A mediados de año fue registrado con el primer equipo.

### Correcaminos UAT
El 3 de junio de 2023 llega al Correcaminos de la UAT junto a 7 jugadores más.